# Каримджанов, Сабир
Сабир Каримджанов, другой вариант фамилии — Каримжонов (род. 1928 год, Ташкент, Узбекская ССР) — шофёр автобусного парка № 4 Ташкентского производственного объединения пассажирского автотранспорта Министерства автомобильного хозяйства Узбекской ССР. Герой Социалистического Труда (1974). Депутат Верховного Совета Узбекской ССР 10-го созыва.

## Биография
Родился в 1928 году в рабочей семье в Ташкенте. С 1945 года трудился на Ташкентском авиационном заводе имени В. П. Чкалова (с 1960 года — Ташкентский авиационный завод имени В. П. Чкалова, с 1973 года — Ташкентское авиационное производственное объединение им. В. П. Чкалова). Окончил курсы водителей. В последующем проходил срочную службу в Советской Армии.
После армии с 1963 года трудился шофёром автобусного парка № 4 в Ташкенте. Освоил маршрутный рейс по Чиланзарскому району. На рейсе совмещал обязанности кондуктора. Потом работал на маршруте № 54 в Ташкенте. В последующем был назначен бригадиром водителей. Трудовой коллектив под его руководством выделялся высокой культурой обслуживания пассажиров и занимал передовые позиции в социалистическом соревновании среди транспортных предприятий Министерства автомобильного хозяйства Узбекской ССР. Бригада была удостоена почётного звания «Коллектив коммунистического труда». За выдающиеся трудовые достижения по итогам Восьмой пятилетки (1965—1970) Сабир Каримджанов был награждён Орденом Трудового Красного Знамени.
В 1973 году бригада Сабира Каримджанова досрочно выполнила за три года принятое коллективное социалистическое обязательство и производственные планы Девятой пятилетки (1971—1975) по перевозке пассажиров. Указом Президиума Верховного Совета СССР от 23 января 1974 года удостоен звания Героя Социалистического Труда за «большие успехи, достигнутые в увеличении производства и продажи государству хлопка, зерна, других продуктов земледелия, и проявленную трудовую доблесть при уборке урожая» с вручением ордена Ленина и золотой медали «Серп и Молот» (№ 16653).
Избирался депутатом Верховного Совета Узбекской ССР 10-го созыва (1981—1985).
Проживал в Ташкенте.
Награды
- Герой Социалистического Труда
- Орден Ленина
- Орден Трудового Красного Знамени (04.05.1971)